# 베테랑 (영화)
베테랑은 2015년에 개봉한 대한민국 영화이자 천만 관객 돌파 영화이다.

## 줄거리
한번 필이 꽂히면 끝장이 날때까지 파고드는 행동파 서도철, 경찰생활에 닳고닳아 껄렁해질대로 껄렁해진 위장전문 홍일점 미스 봉, 힘쓰는 일 전문인 육체파 왕형사, 새파란 막내 윤형사, 이들을 책임지는 20년차 오팀장으로 구성된 광수대 베테랑 형사들은 오랫동안 쫓아다니던 중고차 사기범들을 부둣가에서 멋지게 잡아냈고 승진을 눈앞에 두는 쾌거를 이룬다. 그러던 어느날, 아는 후배의 연줄로 재벌들의 술자리에 초대받은 도철은 마약에 찌들린 신진물산 셋째아들 조태오를 만나게 됐고 형사의 직감으로 태오에게서 알 수 없는 수상함을 느껴가고 있던 찰나, 충격적인 소식이 전해진다. 중고차 사기범들을 쫓아다니다 알게 된 화물차 기사 배철웅이 임금문제로 본사에 항의하러 갔다가 건물 비상계단에서 자살시도를 했다는 것, 전화를 건 사람은 철웅의 아들이었다. 그런데 공교롭게도 그 회사는 태오가 실장으로 근무중인 신진물산이었다.
게다가 아이는 석연찮은 이야기를 들려준다. 아빠가 모르는 아저씨한테 잔뜩 두들겨맞고 어느 양복쟁이 아저씨로부터 맷값이라는 명목으로 수표 여러장을 건네받았다는 것. 양복쟁이가 조태오라는 걸 알게 된 도철은 곧바로 신진물산으로 달려가지만 그를 맞이하는 건 태오가 아닌 그의 오른팔 최대웅 상무였다. 대웅은 사건이 벌어질때 감시카메라는 점검때문에 모두 꺼져있었다는 말을 했고 철웅의 사건을 맡게 된 경찰도 자살로 마무리하려는 걸 알게 된 도철은 베테랑의 직감으로 그들이 뭔가를 감추고 있다는 걸 알고는 조태오를 캐려고 하지만 태오는 권력의 힘을 동원시켜 도철의 발목을 모두 묶어버린다. 하지만 이에 굴하지 않고 독단적으로 사건을 파헤치고 다니던 그는 여러 가지 정황을 동원해 태오가 철웅을 다치게 한 것도 모자라 범행을 은폐하기 위해 사지육신 멀쩡한 사람을 4층에서 밀어 자살로 위장시켰다는 사실을 알고는 화가 치밀어 올라 반드시 태오를 구속시키기로 결심한다.

## 등장인물
- 황정민 : 서도철 역 - 서울지방경찰청 광역수사대 베테랑 형사
- 유아인 : 조태오 역 - 1편의 메인 빌런이자 최종 보스. 신진그룹 실장이자 재벌3세
- 유해진 : 최상무 역 - 1편의 서브 빌런이자 중간 보스. 조태오의 심복
- 오달수 : 오팀장 역 - 서울지방경찰청 광역수사대 팀장
- 장윤주 : 미스봉 역 - 서울지방경찰청 광역수사대 서도철의 오른팔 형사
- 김시후 : 윤형사 역 - 서울지방경찰청 광역수사대 막내 형사
- 오대환 : 왕형사 역 - 서울지방경찰청 광역수사대 형사
- 정웅인 : 배기사 역
- 정만식 : 전소장 역 - 1편의 서브 빌런이자 만악의 근원이며 히든 보스
  - 2편에서도 등장했다.
- 송영창 : 조회장 역 - 조태오의 아버지
- 진경 : 주연 역 - 서도철의 아내
- 유인영 : 다혜 역
- 박소담 : 앳된 막내 역
- 이동휘 : 윤홍렬 역
- 배성우 : 중고차 매매 업주 역 - 1편의 라운드 보스이자 개그 캐릭터
- 천호진 : 광역수사대 총경 역 - 서울지방경찰청 광역수사대 총경

## 캐스팅

### 주요 인물
| 연기자 | 배역명 | 원어명        | 배역 설명                                                             | 소속                                  | 직업              | 인간관계                                                | 인간관계                                                 | 인간관계                              | 등장인물 |
| 연기자 | 배역명 | 원어명        | 배역 설명                                                             | 소속                                  | 직업              | 우호적인 관계                                           | 적대적인 관계                                            | 애매한 관계                           | 등장인물 |
| ------ | ------ | ------------- | --------------------------------------------------------------------- | ------------------------------------- | ----------------- | ------------------------------------------------------- | -------------------------------------------------------- | ------------------------------------- | -------- |
| 황정민 | 서도철 | Seo Docheol   | 광역수사대 베테랑 형사 (본 작품의 주인공)                             | 서울지방경찰청 광역수사대 베테랑 형사 | 경찰공무원 (형사) | 오재평, 봉윤주, 왕동현, 윤시영, 강정식, 배철호, 서우진, | 조태오, 최대웅, 전석우, 조선족 살수 (2명), 조태오 수행원 | 조동건, 강배성, 중개소 여직원, 정다혜 | 경찰     |
| 유아인 | 조태오 | Cho Taeoh     | 인하무인 재벌 3세 (본 작품의 메인 빌런이자 최종 보스)                 | 신진그룹 실장                         | 기업인            | 최대웅, 조동건, 전석우, 조태오 수행원                   | 서도철, 오재평, 봉윤주, 왕동현, 윤시영, 정다혜           | 최대웅 수행원, 조선족 살수 (2명)      | 범죄자   |
| 유해진 | 최대웅 | Choi Daewoong | 조태오의 오른팔이자 조태오의 심복 (본 작품의 서브 빌런이자 중간 보스) | 신진그룹 상무                         | 기업인            | 조태오, 조동건, 전석우, 최대웅 수행원                   | 서도철, 오재평, 봉윤주, 왕동현, 윤시영                   | 조태오 수행원, 조선족 살수 (2명)      | 범죄자   |

### 조연

#### 서울지방경찰청 광역수사대
| 연기자 | 배역명 | 원어명        | 배역 설명                                 | 소속                                         | 직업              | 인간관계                                               | 인간관계                                                         | 인간관계       | 등장인물 |
| 연기자 | 배역명 | 원어명        | 배역 설명                                 | 소속                                         | 직업              | 우호적인 관계                                          | 적대적인 관계                                                    | 애매한 관계    | 등장인물 |
| ------ | ------ | ------------- | ----------------------------------------- | -------------------------------------------- | ----------------- | ------------------------------------------------------ | ---------------------------------------------------------------- | -------------- | -------- |
| 오달수 | 오재평 | Oh Jaepyung   | 강력범죄수사 팀장 (본 작품의 서브 주인공) | 서울지방경찰청 광역수사대 강력2팀장.         | 경찰공무원 (팀장) | 서도철, 봉윤주, 왕동현, 윤시영, 배철호, 서우진, 강정식 | 조태오, 최대웅, 전석우, 조태오 수행원, 조선족 살수 (2명)         | 강배성, 정다혜 | 경찰     |
| 장윤주 | 봉윤주 | Bong Yoonjoo  | 강력범죄수사 홍일점 (본 작품의 여주인공)  | 서울지방경찰청 광역수사대 강력2팀 여형사.    | 경찰공무원 (형사) | 서도철, 오재평, 왕동현, 윤시영, 배철호, 서우진, 강정식 | 조태오, 최대웅, 전석우, 김종원, 조태오 수행원, 조선족 살수 (2명) | 강배성, 정다혜 | 경찰     |
| 오대환 | 왕동현 | Wang Donghyun | 강력범죄수사 형사                         | 서울지방경찰청 광역수사대 강력2팀 형사.      | 경찰공무원 (형사) | 서도철, 오재평, 봉윤주, 윤시영, 배철호, 서우진, 강정식 | 조태오, 최대웅, 전석우, 조태오 수행원, 조선족 살수 (2명)         | 강배성, 정다혜 | 경찰     |
| 김시후 | 윤시영 | Yoon Siyoung  | 강력범죄수사 막내 형사                    | 서울지방경찰청 광역수사대 강력2팀 막내 형사. | 경찰공무원 (형사) | 서도철, 오재평, 봉윤주, 왕동현, 배철호, 서우진, 강정식 | 조태오, 최대웅, 전석우, 조태오 수행원, 조선족 살수 (2명)         | 강배성, 정다혜 | 경찰     |

- 천호진: 강정식 역 - 오 팀장과 서도철의 상관이자 서울지방경찰청 광역수사대장.
- 고규필: 서영숙 역

#### 빌런
- 신진그룹 (생존)
  - 송영창: 조동건 역 - 신진그룹의 회장이자 조태오의 친부.
  - 여호민: 김종원 역
  - 구자훈: 조태오 수행원 역 - 신진그룹의 조태오의 수행비서.
  - 서현우: 최 상무 수행원 역 - 신진그룹의 최대웅의 수행비서.

- 국동화물 (해체)
  - 정만식: 전석우 역[1] - 인간말종 3. 본작의 서브 빌런이자 만악의 근원이며 히든 보스. 운송인력사무소의 전직 맘모스파 조직원이자 전직 극동화물 소장.
  - 류아벨: 중개소 여직원 역 - 본작의 개그 캐릭터이자 서브 악녀.

- 중고차 매매업체 (와해)
  - 배성우: 강배성 역 - 중고차 매장 업주.

### 일반인
- 정웅인: 배철호 역 - 도철이 중고차 사기꾼들을 쫓아다니면서 친해진 트레일러 기사.
- 진경: 이주연 역 - 서도철의 부인.
- 유인영: 정다혜 역 - 조태오의 애인.
- 신승환: 박승환 기자 역
- 박소담: 앳된 막내 역
- 엄태구: 이종격투 수행원 역

### 그 외
- 이동휘: 윤홍렬 역
- 이다해: 조지수 역
- 장소연: 배 기사 부인 역
- 김재현: 배 기사 아들 역
- 김민재: 관할 담당경찰 역
- 황병국: 관할 담당반장 역
- 박종환: 양 실장 역
- 박지훈: 경호 책임자 역
- 조덕현: 조덕현 역
- 김원범: 김원범 역
- 강현중: 한진석 역
- Zolly Durko: 러시아 거래상 역
- Zoltan Vandor: 러시아 전문가 역
- 김서원: 변호사1 역
- 권혁수: 변호사2 역
- 오윤홍: 경제학 여교수 역
- 이종구: 경제학 남교수1 역
- 최민: 경제학 남교수2 역
- 정윤헌: 조선족 살수1 역 - 전석우의 부하.
- 진모: 조선족 살수2 역 - 전석우의 부하.
- 한성천: 신진물산 경비 책임 역
- 김기천: 고급 오피스텔 경비 역
- 배제기: 중국집 배달원 역
- 윤종구: 화물 기사1 역
- 유재명: 화물 기사2 역
- 이채은: 주연 동료 역
- 이원석: 고급 레스토랑 지배인 역
- 정재성: 광수대 1팀장 역
- 조선주: 계약 담당 여자간부 역
- 정재헌: 펜트 하우스 입구 경호원 역
- 김성종: 중고차 문지기 역
- 장한승: 중고차 전문가1 역
- 김선웅: 중고차 전문가2 역
- 권지훈: 중고차 전문가3 역
- 김상일: 경찰병원 담당의사 역
- 이상희: 중환자실 간호사 역
- Murad Ali: 인도 바이어1 역
- Chaturica Rendakankanamge: 인도 바이어2 역
- Gambhir Shrestha: 인도 바이어3 역
- Leo Dukelskyy: 러시아 조직원1 역
- Aandrei Sakalou: 러시아 조직원2 역
- Alex Gusliakov: 러시아 조직원3 역
- Alisher Yuldoshev: 러시아 조직원4 역
- Kim James Walshe: 러시아 조직원5 역
- 배우진: 관할 담당경찰2 역
- 이동용: 광수대 형사1 역
- 이문석: 광수대 형사2 역
- 강성철: 광수대 형사3 역
- 김지수: 광수대 형사4 역
- 백승익: 광수대 형사5 역
- 박지혜: 덩치좋은 운동복 여친 역
- 우영택: 신진물산 법무팀1 역
- 김태용: 신진물산 법무팀2 역
- 정재용: 이용훈 대표 역
- 채병찬: 조태진 역
- 이다해: 조지수 역
- 신완식: 도철 아들 역
- 김가은: 조태오 피트니스 트레이너 역
- 손성민: 윤홍렬 소속사 여자 연예인1 역
- 고예슬: 윤홍렬 소속사 여자 연예인2 역
- 신지수: 윤홍렬 소속사 여자 연예인3 역
- 한슬: 윤홍렬 소속사 여자 연예인4 역
- 디구루: 펜트하우스 DJ 역
- 허문구: 119 담당자 역
- 최다원: 조태오 헤어 디자이너1 역
- 이예원: 조태오 헤어 디자이너2 역
- 박지윤: 뉴스 기자 목소리 역

### 우정출연
- 안길강: 김 서장 역

### 특별출연
- 김응수: 정 고문 역
- 마동석: 덩치좋은 운동복 마석도 역 - 아트박스 사장.

## 일본판 성우진
- 나카노 유타카: 서도철(황정민)
- 사이토 히로노리: 조태오(유아인)
- 토쿠모토 에이이치로: 최대웅(유해진)
- 카토 세이지: 오재평(오달수)
- ?: 봉윤주(장윤주)
- ?: 왕동현(오대환)
- 하타노 카즈토시: 윤시영(김시후)

## 음악

### 삽입곡
- Heart of Glass - Blondie
- 나 어떡해 - 산울림
- 오페라 노르마 중 Casta Diva
- 쇼팽 마주르카 5번 Op.7-1

### OST
| #   | 제목                                     | 작곡           | 재생 시간 |
| --- | ---------------------------------------- | -------------- | --------- |
| 1.  | 〈베테랑 팀(Team Veteran Solo Guitar)〉  | 방준석, 김명환 | 0:13      |
| 2.  | 〈베테랑 팀(Team Veteran)〉              | 방준석, 김명환 | 1:34      |
| 3.  | 〈벤츠로! 출발〉                         | 방준석, 김명환 | 0:23      |
| 4.  | 〈차를 찾는 손〉                         | 방준석, 김명환 | 0:22      |
| 5.  | 〈게러지〉                               | 방준석, 김명환 | 0:47      |
| 6.  | 〈서도철〉                               | 방준석, 김명환 | 1:28      |
| 7.  | 〈격투 글러브〉                          | 방준석, 김명환 | 0:58      |
| 8.  | 〈Casta Diva〉                           | 오은영         | 2:03      |
| 9.  | 〈수사 시작〉                            | 방준석, 김명환 | 1:20      |
| 10. | 〈배기사 아들의 전화〉                   | 방준석, 김명환 | 1:53      |
| 11. | 〈성난 조태오〉                          | 방준석, 김명환 | 0:39      |
| 12. | 〈돈다발 명품백〉                        | 방준석, 김명환 | 0:37      |
| 13. | 〈박기자 미끼〉                          | 방준석, 김명환 | 1:19      |
| 14. | 〈중국인 거리 아지트〉                   | 방준석, 김명환 | 0:33      |
| 15. | 〈공사 진행합시다〉                      | 방준석, 김명환 | 1:23      |
| 16. | 〈감찰반〉                               | 방준석, 김명환 | 1:36      |
| 17. | 〈전소장 아지트〉                        | 방준석, 김명환 | 0:47      |
| 18. | 〈칼침〉                                 | 방준석, 김명환 | 2:28      |
| 19. | 〈최상무의 자수〉                        | 방준석, 김명환 | 0:56      |
| 20. | 〈명동 카 체이스〉                       | 방준석, 김명환 | 1:12      |
| 21. | 〈미스봉의 수사〉                        | 방준석, 김명환 | 0:55      |
| 22. | 〈면회실 대결〉                          | 방준석, 김명환 | 3:00      |
| 23. | 〈마지막 파티〉                          | 방준석, 김명환 | 1:10      |
| 24. | 〈펜트하우스〉                           | 방준석, 김명환 | 2:07      |
| 25. | 〈패싸움〉                               | 방준석, 김명환 | 2:04      |
| 26. | 〈도주〉                                 | 방준석, 김명환 | 0:17      |
| 27. | 〈지하 주차장〉                          | 방준석, 김명환 | 1:02      |
| 28. | 〈마지막 대결전〉                        | 방준석, 김명환 | 0:55      |
| 29. | 〈오팀장 트로트〉                        | 방준석, 김명환 | 2:35      |
| 30. | 〈베테랑 팀(Team Veteran Heavy Guitar)〉 | 방준석, 김명환 | 0:40      |

## 유행어(어이가 없네)
주요 유행어는 조태오(유아인 분)의 "어이가 없네" 등이 있다. 이 대사는 
| “ | "맷돌 손잡이를 알아요? 맷돌 손잡이를 어이라고 해요. 맷돌을 갈려고 뭘 집어넣고, 맷돌을 돌리려고 하는데 손잡이가 빠졌네! 이런 상황을 어이가 없다고 해요. 황당하잖아. 아무 것도 아닌 손잡이 때문에 해야할 일을 못하니까. 지금 내 기분이 그래. 어이가 없네?" | ” |

에서 왔다.

## 수상 및 후보
| 연도 | 시상식                             | 상/부문                               | 수상자/후보자                     | 결과 |
| ---- | ---------------------------------- | ------------------------------------- | --------------------------------- | ---- |
| 2015 | 제3회 마리끌레르 아시아스타 어워즈 | 아시아스타상                          | 유아인                            | 수상 |
| 2015 | 제48회 시체스 영화제               | 오르비타상                            | 베테랑(류승완)                    | 후보 |
| 2015 | 제48회 시체스 영화제               | 포커스아시아 최우수작품상             | 베테랑(류승완)                    | 수상 |
| 2015 | 제15회 대한민국청소년영화제        | 청소년이 뽑은 인기영화인 감독부문     | 류승완                            | 수상 |
| 2015 | 제15회 대한민국청소년영화제        | 청소년이 뽑은 인기영화인 남자배우부문 | 유아인                            | 수상 |
| 2015 | 2015 나이트비전 국제영화제         | 관객상                                | 베테랑(류승완)                    | 2위  |
| 2015 | 제35회 한국영화평론가협회상        | 최우수작품상                          | 베테랑                            | 후보 |
| 2015 | 제35회 한국영화평론가협회상        | 감독상                                | 류승완                            | 수상 |
| 2015 | 제35회 한국영화평론가협회상        | 남우주연상                            | 유아인                            | 후보 |
| 2015 | 제35회 한국영화평론가협회상        | 각본상                                | 류승완                            | 후보 |
| 2015 | 제35회 한국영화평론가협회상        | 촬영상                                | 최영환                            | 후보 |
| 2015 | 제35회 한국영화평론가협회상        | 음악상                                | 방준석                            | 후보 |
| 2015 | 제35회 한국영화평론가협회상        | 10대 영화상                           | 베테랑                            | 수상 |
| 2015 | 제52회 대종상                      | 최우수작품상                          | 베테랑                            | 후보 |
| 2015 | 제52회 대종상                      | 감독상                                | 류승완                            | 후보 |
| 2015 | 제52회 대종상                      | 남우주연상                            | 유아인                            | 후보 |
| 2015 | 제52회 대종상                      | 남우조연상                            | 유해진                            | 후보 |
| 2015 | 제52회 대종상                      | 여우조연상                            | 장윤주                            | 후보 |
| 2015 | 제52회 대종상                      | 시나리오상                            | 류승완                            | 후보 |
| 2015 | 제52회 대종상                      | 촬영상                                | 최영환                            | 후보 |
| 2015 | 제52회 대종상                      | 편집상                                | 김상범, 김재범                    | 후보 |
| 2015 | 제52회 대종상                      | 조명상                                | 김호성                            | 후보 |
| 2015 | 제52회 대종상                      | 녹음상                                | 김창섭                            | 후보 |
| 2015 | 제52회 대종상                      | 신인여우상                            | 장윤주                            | 후보 |
| 2015 | 제36회 청룡영화상                  | 최우수작품상                          | 베테랑                            | 후보 |
| 2015 | 제36회 청룡영화상                  | 감독상                                | 류승완                            | 수상 |
| 2015 | 제36회 청룡영화상                  | 남우주연상                            | 황정민                            | 후보 |
| 2015 | 제36회 청룡영화상                  | 남우조연상                            | 유해진                            | 후보 |
| 2015 | 제36회 청룡영화상                  | 여우조연상                            | 진경                              | 후보 |
| 2015 | 제36회 청룡영화상                  | 각본상                                | 류승완                            | 후보 |
| 2015 | 제36회 청룡영화상                  | 촬영조명상                            | 최영환(촬영), 최호성(조명)        | 후보 |
| 2015 | 제36회 청룡영화상                  | 편집상                                | 김상범, 김재범                    | 후보 |
| 2015 | 제36회 청룡영화상                  | 음악상                                | 방준석                            | 후보 |
| 2015 | 제36회 청룡영화상                  | 기술상                                | 정두홍(무술)                      | 후보 |
| 2015 | 제1회 셀럽스픽 패셔니스타 어워즈   | 영화 패션 부문                        | 유아인                            | 수상 |
| 2015 | 제5회 아름다운 예술인상            | 영화예술인상                          | 유아인(사도와 함께)               | 수상 |
| 2015 | 제16회 부산영화평론가협회상        | 남자연기자상                          | 유해진(소수의견, 극비수사와 함께) | 수상 |
| 2015 | 2015 씨네21 영화상                 | 올해의 감독상                         | 류승완                            | 수상 |
| 2015 | 2015 씨네21 영화상                 | 올해의 남자배우상                     | 유아인(사도와 함께)               | 수상 |
| 2015 | 제2회 한국영화제작가협회상         | 감독상                                | 류승완                            | 수상 |
| 2015 | 제2회 한국영화제작가협회상         | 촬영상                                | 최영환                            | 수상 |
| 2015 | 제2회 한국영화제작가협회상         | 편집상                                | 김상범, 김재범                    | 수상 |
| 2015 | 제2회 한국영화제작가협회상         | 기술상                                | 정두홍, 정윤헌(무술)              | 수상 |
| 2015 | 2015 한국영화배우협회 스타의 밤    | 대한민국 톱스타상                     | 유아인(사도와 함께)               | 수상 |
| 2015 | 2015 한국영화배우협회 스타의 밤    | 톱조연상                              | 진경(암살과 함께)                 | 수상 |
| 2015 | 2015 한국영화배우협회 스타의 밤    | 무술감독상                            | 정두홍                            | 수상 |
| 2016 | 제7회 올해의 영화상                | 감독상                                | 류승완                            | 수상 |
| 2016 | 제17회 블랙 영화제                 | Boréal 관객상                         | 베테랑(류승완)                    | 후보 |
| 2016 | 제11회 맥스무비 최고의 영화상      | 최고의 작품상                         | 베테랑                            | 수상 |
| 2016 | 제11회 맥스무비 최고의 영화상      | 최고의 감독상                         | 류승완                            | 수상 |
| 2016 | 제11회 맥스무비 최고의 영화상      | 최고의 남자배우상                     | 유아인                            | 수상 |
| 2016 | 제11회 맥스무비 최고의 영화상      | 최고의 남자조연배우상                 | 오달수                            | 수상 |
| 2016 | 제11회 맥스무비 최고의 영화상      | 최고의 남자조연배우상                 | 유해진                            | 후보 |
| 2016 | 제11회 맥스무비 최고의 영화상      | 최고의 여자조연배우상                 | 진경                              | 후보 |
| 2016 | 제11회 맥스무비 최고의 영화상      | 최고의 포스터상                       | 베테랑                            | 후보 |
| 2016 | 제10회 아시안 필름 어워드          | 작품상                                | 베테랑                            | 후보 |
| 2016 | 제10회 아시안 필름 어워드          | 감독상                                | 류승완                            | 후보 |
| 2016 | 제10회 아시안 필름 어워드          | 각본상                                | 류승완                            | 후보 |
| 2016 | 제10회 아시안 필름 어워드          | 편집상                                | 김상범, 김재범                    | 후보 |
| 2016 | 제10회 아시안 필름 어워드          | 넥스트 제너레이션상                   | 유아인(사도와 함께)               | 수상 |
| 2016 | 제10회 케이블TV 방송대상           | 케이블VOD상 영화부문                  | 베테랑                            | 수상 |
| 2016 | 제21회 춘사영화상                  | 남우조연상                            | 오달수                            | 후보 |
| 2016 | 제21회 춘사영화상                  | 기술상                                | 최영환(촬영)                      | 후보 |
| 2016 | 제34회 브뤼셀 국제 판타스틱 영화제 | 스릴러부문 작품상                     | 베테랑(류승완)                    | 후보 |
| 2016 | 제36회 황금촬영상                  | 최우수 주연남우상                     | 유아인                            | 수상 |
| 2016 | 제36회 황금촬영상                  | 촬영상 - 금상                         | 최영환                            | 수상 |
| 2016 | 제52회 백상예술대상                | 영화부문 최우수작품상                 | 베테랑                            | 후보 |
| 2016 | 제52회 백상예술대상                | 영화부문 감독상                       | 류승완                            | 수상 |
| 2016 | 제52회 백상예술대상                | 영화부문 남자최우수연기상             | 황정민                            | 후보 |
| 2016 | 제52회 백상예술대상                | 영화부문 남자조연상                   | 오달수                            | 후보 |
| 2016 | 제52회 백상예술대상                | 영화부문 시나리오상                   | 류승완                            | 후보 |
| 2016 | 제19회 상하이 국제 영화제          | 성룡액션영화상                        | 베테랑(류승완)                    | 후보 |
| 2016 | 제25회 부일영화상                  | 최우수작품상                          | 베테랑                            | 수상 |
| 2016 | 제25회 부일영화상                  | 감독상                                | 류승완                            | 후보 |
| 2016 | 제25회 부일영화상                  | 남우주연상                            | 황정민                            | 후보 |
| 2016 | 제25회 부일영화상                  | 각본상                                | 류승완                            | 후보 |
| 2016 | 제25회 부일영화상                  | 촬영상                                | 최영환                            | 수상 |
| 2016 | 제25회 부일영화상                  | 음악상                                | 방준석                            | 후보 |

## 참고 사항
- 황정민, 유해진, 정만식, 천호진, 김민재, 강현중, 김서원, 이종구, 김기천, 백승익, 안길강, 마동석, 황병국은 류승완 감독이 맡은 2010년에 개봉한 영화 《부당거래》 이후로 6개월만에 복귀하는 작품이다.
- 엄태구, 김성종은 KBS 2TV 수목드라마 《감격시대: 투신의 탄생》 이후로 1년 만에 재회했다.
- 고규필과 유재명은 KBS 2TV 주말드라마 《파랑새의 집》 이후로 1개월만에 재회했다.
- 서도철 역을 맡았던 황정민은 조태오 역을 맡았던 유아인과 최종 결전이 끝난 명대사 중에 1편에서는 "이 X끼 싸움 X나 잘해"라는 단어가 나온다.

## 같이 보기
- 대한민국의 영화 흥행 기록
- 베테랑 2
- 베테랑 시리즈